# Natural High
Pour l'album des Commodores, voir Natural High (album).
Singles de Vanessa Paradis
Just as long as you are there 
 (juin 1993) Les Cactus (live) 
 (février 1994)
Pistes de Vanessa Paradis
I'm Waiting for the Man
Natural High est le 13e single de Vanessa Paradis. Il est sorti en septembre 1993 en 4e extrait de l'album Vanessa Paradis, produit par Lenny Kravitz. Il est entièrement chanté en anglais.
La photo de la pochette est réalisée par le photographe Jean-Baptiste Mondino.

## Versions
Vanessa interprète ce titre lors du Natural High Tour en 1993, du Bliss Tour en 2001, du Divinidylle Tour en 2007/2008 et du Love Songs Tour en 2013/2014.

## Le clip
Réalisé par Jean-Baptiste Mondino. Il est tourné en plan-séquence, en février 1993 à Los Angeles et mit en télé début septembre 1993.

Vanessa chante le titre accoudée lascivement à l'arrière d'une voiture décapotable sur une route des États-Unis, en compagnie de trois hommes consommant de l'ecstasy et de l'alcool.

## Musiciens
- Batterie / chœurs : Lenny Kravitz
- Guitare : Craig Ross
- Basse : Tony Breit
- Piano Wurlitzer : Henry Hirsch
- Violoncelle : John Whitfield / Allen Whear
- Violon : Eric Delente / Soye Kim
- chœurs : Vanessa Paradis
- Mixeur : Henry Hirsch